# Plaza del Duque de Medinaceli
La plaza del Duque de Medinaceli (oficialmente en catalán: plaça del Duc de Medinaceli) está ubicada en el Barrio Gótico, Distrito de Ciutat Vella, de Barcelona (España).

## Toponimia
La plaza debe su nombre a Luis Joaquín Fernández de Córdoba y Benavides, XIV Duque de Medinaceli, quien cedió los terrenos para ensanchar la antigua plaza de San Francisco. 
Durante la Guerra Civil (1936-1939) llevó temporalmente el nombre de plaza de Manuel Azaña, en honor al que durante esos años fue presidente de la Segunda República. Tras la contienda, la dictadura franquista recuperó la denominación original, catalanizada con la llegada de la democracia.

## Planta

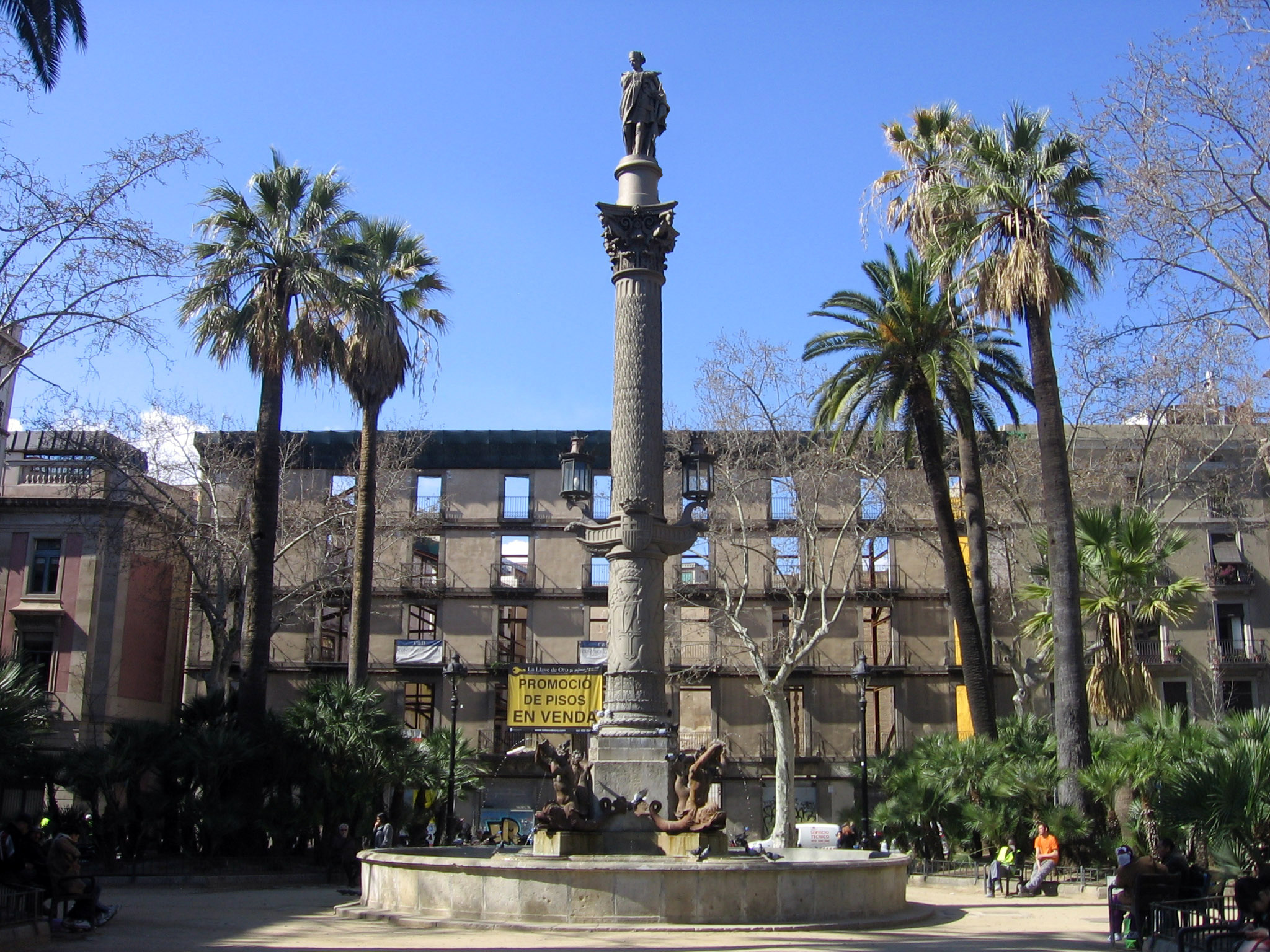
Monumento a Galceran Marquet

Se trata de una plaza al estilo square inglesa, de planta rectagular, definida en tres de sus costados por edificios de altura similar y abierta en el lado mar al paseo de Colón, que antaño fue la Muralla de Mar. Además del citado paseo, desembocan en la plaza las calles Merced, Nou de San Francisco, Anselmo Clavé -anteriormente Dormitorio de San Francisco- y su prolongación, Amplia. 
El centro de la plaza es un espacio ajardinado, también cuadrangular, en el que predominan las palmeras. Preside la plaza el Monumento a Galceran Marquet, columna de hierro fundido que se levanta sobre un estanque circular de piedra. 
El conjunto de la plaza está catalagado como Bien de Interés Urbanístico, si bien algunos edificios y el propio monumento tienen la consideración de Bien Cultural de Interés Local.

## Historia
La actual plaza ocupa parte del histórico Convento de San Francisco, también conocido como popularmente como Framenors (Orden de Frailes Menores). Era un gran monasterio, construido en 1276, que se extendía desde aquí hasta La Rambla. Aproximadamente coincidiendo con la plaza actual, se abría una pequeña explanada frente al convento, que fue conocida como plaza de San Francisco o de los Frailes Menores a partir del siglo XVI.
El convento fue objeto de desamortización, siendo derribado 1837. La propiedad del solar fue reivindicada por el Duque de Medinaceli, como heredero de los Montcada, quienes habían cedido los terrenos para la construcción del convento. En compensación, el Barón de Meer, capitán general de Cataluña, instó al Duque a ceder para uso público una parte de los terrenos para ampliar la explanada, resultando la plaza que lleva su nombre.
La plaza fue urbanizada entre 1844 y 1849 por Francisco Daniel Molina, que diseñó el actual espacio rectangular, delimitado por entonces en su lado mar por la muralla. El monumento central, proyectado por Molina, no pudo inaugurarse hasta 1851. Entre 1878 y 1881 se derribó la Muralla de Mar, quedando la plaza abierta al puerto y al flamante paseo de Colón.

## Transportes

### Autobuses
Desde 2006 la línea 120 del Bus de Barrio, que circula por las calles Ample y Josep Anselm Clavé, tiene parada en la plaza.